# Aspen (Lungsunds socken, Värmland)
Aspen är en sjö i Filipstads kommun och Storfors kommun i Värmland och ingår i Göta älvs huvudavrinningsområde. Sjön är 7 meter djup, har en yta på 1,35 kvadratkilometer och är belägen 123,1 meter över havet. Sjön avvattnas av vattendraget Timsälven (Nordmarksälven).

## Delavrinningsområde
Aspen ingår i det delavrinningsområde (661232-140715) som SMHI kallar för Utloppet av Aspen. Medelhöjden är 155 meter över havet och ytan är 12,04 kvadratkilometer. Räknas de 54 avrinningsområdena uppströms in blir den ackumulerade arean 506,3 kvadratkilometer. Timsälven (Nordmarksälven) som avvattnar avrinningsområdet har biflödesordning 3, vilket innebär att vattnet flödar genom totalt 3 vattendrag innan det når havet efter 340 kilometer. Avrinningsområdet består mestadels av skog (67 procent). Avrinningsområdet har 1,35 kvadratkilometer vattenytor vilket ger det en sjöprocent på 11,2 procent.